# J-Min
J-Min (제이민) (* 27. května 1988 Soul, Jižní Korea) je jihokorejská zpěvačka.
Debutovala v Japonsku v roce 2007 s mini albem Korogaru Ringo (ころがる林檎).

## Diskografie

### Mini Alba
- (2007) Korogaru Ringo (ころがる林檎)
- (2008) Dream on…
- (2008) The Singer

### Singly
- (2009) CHANGE/One